# Миза Анія

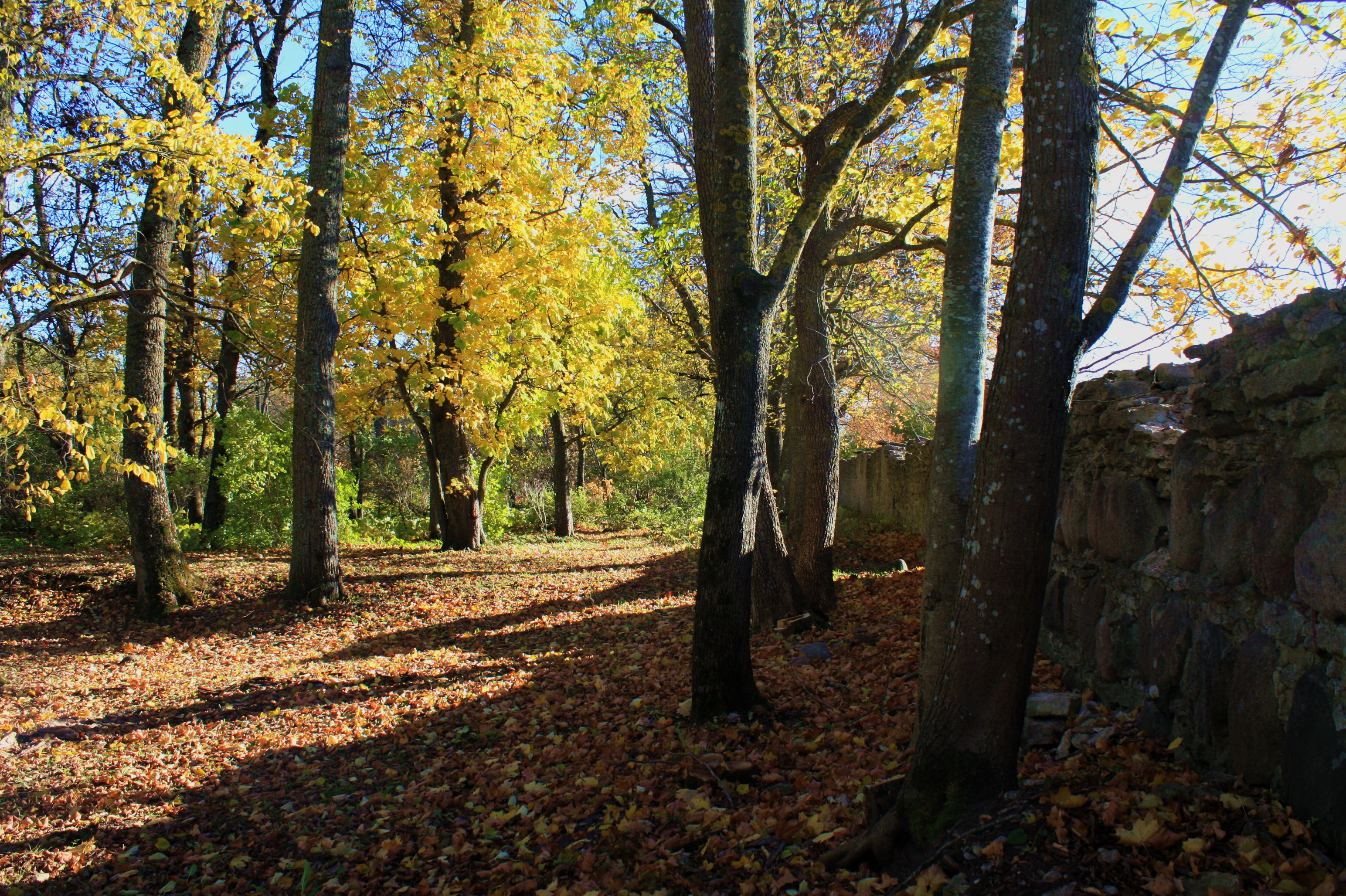

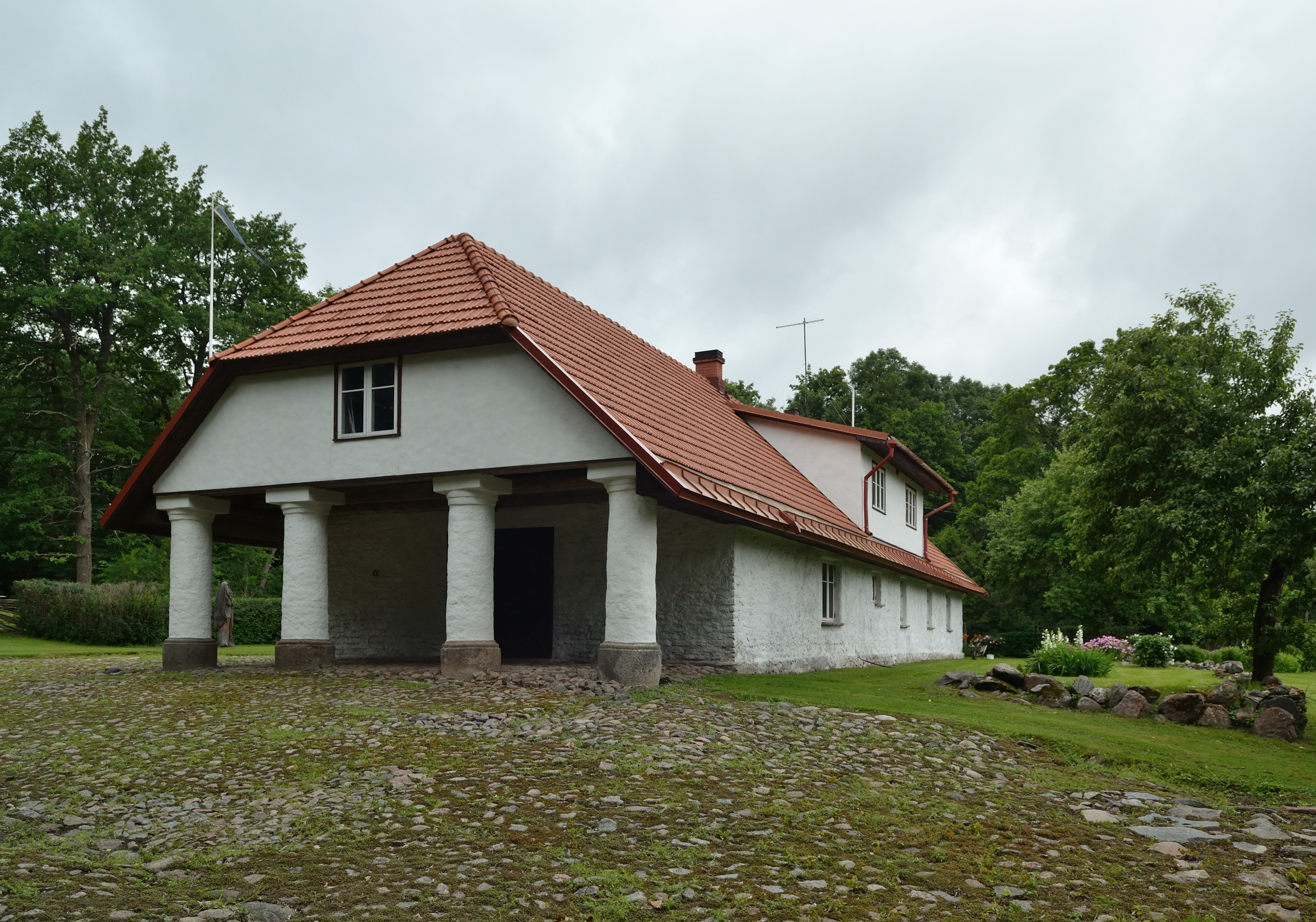

Миза Анія (ест. Anija mõis, нім. Annia) вперше згадується 1482 р., коли вона належала родині Цьоге і, вочевидь, була побудована у вигляді кам’яної васальної фортеці. В 1671 р. мизу придбав Якоб Штаель фон Гольштейн, котрий побудував тут двоповерховий панський будинок в стилі бароко. Нинішній двоповерховий будинок в стилі пізнього бароко з вальмовим дахом був зведений Матіасом Штаеєлем фон Гольштейном. Побудований в 1802 р., він був одним з найпізніших споруд цього стилю. Фасад прикрашено унікальними ліпними плитами.
В 1843 р. маєток перейшов у володіння дворянського роду фон Унгерн-Штернбергів. В будинку, експропрійованому в 1919 р. у Марії фон Валь (уродж. Фон Унгерн-Штернберг), в 1921-2002 рр. з невеликими перервами діяла початкова школа; тут також містився центр відділення радгоспу. На початку 1990-х років будинок був частково відреставрований, і зараз в ньому працюють бібліотека і місцевий народний будинок. Зберігалася низка підсобних споруд, а також багатий видами парк (розширено наприкінці XIX ст.).